# Станіслав Миколайчик
Станіслав Миколайчик (пол. Stanisław Mikołajczyk; 18 липня 1901, Дорстен, Північна Рейн-Вестфалія, Німеччина — 13 грудня 1966, Вашингтон, США) — польський державний і політичний діяч, прем'єр-міністр уряду Польщі у вигнанні в 1943–1944 роках.
У червні 1945 року Миколайчик повернувся в Польщу і увійшов до складу Тимчасового уряду національної єдності як другий заступник прем'єр-міністра і міністр сільського господарства. Зі своїх прихильників, що вийшли з Селянської партії, він створив Польську селянську партію.
Після поразки партії на виборах 1947 року Миколайчику загрожував арешт, тому він за допомогою британського посла таємно покинув Польщу і оселився в США, де до самої смерті був активним діячем Польського національно-демократичного комітету.